# VN Slovenske Istre
Velika nagrade Slovenske Istre (angleško Grand Prix Slovenian Istra) je enodnevna kolesarska dirka v okolici Izole. Ogranizacijo vodi Kolesarska zveza Slovenije (KZS) z občino Izola, tekma pa je na koledarju konec februarja ali začetku marca. Dirka je kategorizirana kot 1.2 na koledarju UCI Europe Tour (zmagovalec dobi 40 točk, drugi 30 itd.).

Prvič je bila izvedena leta 2014 kot 1. VN Izole Butan plin na kateri je nastopilo 23 ekip iz Avstrije, Azerbajdžana, Hrvaške, Italije, Rusije in Slovenije. Zmagal je Christian Delle Stelle, pred Fabiem Chinellom in Fabianom Schaindtom.

Na drugi izvedbi 2015 je krožna trasa, s 144km, potekala na progi Izola-Gažon-Šmarje-Dragonja-Sečovlje-Izola. Nastopalo je 24 ekip iz 8 držav. Zmagal je Avstrijec Gregor Mühlberger.
S peto izvedbo 2018 se dirka preimenuje v Velika nagrada Slovenske Istre.
7. VN Slovenske Istre je bila napovedana za 21. marca 2020, ampak je zaradi širjenja bolezni COVID-19 v Sloveniji in Evropi, v skladu z ukrepi Sveta za nacionalno varnost, dirka 12. marca 2020 odpovedana. 

## Zmagovalci
| Leto | Zmagovalec                                          | Drugi                                               | Tretji                                              |
| ---- | --------------------------------------------------- | --------------------------------------------------- | --------------------------------------------------- |
| 2014 | Christian Delle Stelle (Team Idea)                  | Fabio Chinello (Area Zero Pro Team)                 | Fabian Schnaidt (Team Vorarlberg)                   |
| 2015 | Gregor Mühlberger (Team Felbermayr–Simplon Wels)    | Primož Roglič (Adria Mobil)                         | Paolo Ciavatta (D'Amico–Bottecchia)                 |
| 2016 | Jure Golčer (Adria Mobil)                           | Markus Eibegger (Team Felbermayr–Simplon Wels)      | Markus Freiberger (Tirol Cycling Team)              |
| 2017 | Filippo Fortin (Tirol Cycling Team)                 | Marko Kump (Slovenija)                              | Matej Mugerli (Amplatz–BMC)                         |
| 2018 | Dušan Rajović (Adria Mobil)                         | Daniel Auer (WSA–Pushbikers)                        | Matthew Gibson (JLT–Condor)                         |
| 2019 | Marko Kump (Adria Mobil)                            | Paolo Totò (Sangemini–Trevigiani–MG.K Vis)          | Davide Gabburo (Neri Sottoli–Selle Italia–KTM)      |
| 2020 | odpoved zaradi Pandemije koronavirusne bolezni 2019 | odpoved zaradi Pandemije koronavirusne bolezni 2019 | odpoved zaradi Pandemije koronavirusne bolezni 2019 |
| 2021 | Mirco Maestri (Bardiani–CSF–Faizanè)                | Leonardo Marchiori (Androni Giocattoli–Sidermec)    | Daniel Smarzaro (D'Amico–UM Tools)                  |
| 2022 | Daniel Auer (WSA KTM Graz p/b Leomo)                | Oliver Stockwell (Cycling Team Friuli ASD)          | Nicolo Buratti (Cycling Team Friuli ASD)            |
| 2023 | Bartlomiej Proc (Santic–Wibatech)                   | Alberto Bruttomesso (Cycling Team Friuli ASD)       | Anže Skok (Ljubljana Gusto Santic)                  |
| 2024 | Marcin Budzinski (Mazowsze Serce Polski)            | Max van der Meulen (CTF Victorious)                 | Riccardo Zoidl (Team Felt–Felbermayr)               |
| 2025 | Michiel Coppens (BEAT Cycling Club)                 | Frits Biesterbos (BEAT Cycling Club)                | Tomasz Budziński (Voster ATS Team)                  |